# Гродівка (станція)
Гро́дівка  — вантажна залізнична станція 1-го класу  Лиманської дирекції Донецької залізниці на перетині двох ліній Ясинувата-Пасажирська — Покровськ та Гродівка — Пласти між станціями Желанна (10 км) та Покровськ (12 км). На Гродівці існує вантажне відгалуження на станцію Пласти 15 км. Розташована у місті Новогродівка Покровського району Донецької області.

## Історія
Перші документальні згадки про наявність роздільного пункту Катерининської залізниці на місці сучасної станції Гродівка датовані першою половиною 1890-х років XIX століття. Виникнення майбутньої станції Гродівка пов'язане із тимчасовими заходами зі збільшення пропускної здатності основного, тоді ще одноколійного, ходу Катерининської залізниці. У «Вказівнику пасажирських сполучень», який було складено на зиму 1894—1895 роки, на місці Гродівки вказано роз'їзд № 3.
До 1895 року були укладені другі колії на перегонах ділянки Ясинувата — Демурине, і роз'їзди були переведені в категорію блок-постів. Але Гродівка залишалася в категорії роз'їздів, — в другій половині 1890-х років XIX століття вона вказана як «роз'їзд Гродівка». На початку XX століття — це блок-пост № 11 (сучасна зупинка приміських поїздів «блок-пост № 11» біля міста Мирноград тоді був роздільним пунктом «блок-пост № 11-біс» без зупинки там пасажирських поїздів). З 1916 року, й навіть в перші роки радянської влади Гродівка була постом із колійним розвитком.
Станом на 1917 рік, колійний розвиток роз'їзду Гродівка складався із 4 колій (з них 2 — головні), без тупиків. Пасажирської будівлі не було, серед станційних споруд слід виділити контору і комору. Штат працівників роз'їзду складався з 6 осіб: начальник станції, два помічники начальника, сторож і два стрілочники.
У 1911—1913 роках Гродівка фігурувала серед альтернативних пунктів примикання залізниць в напрямі Кураховки, Рутченкове, й навіть Оленівки, до основного ходу Катерининської залізниці.
Стосовно навантаження по роз'їзду вугілля, станом на 1916 рік Гродівка була зазначена серед вугленавантажувальних станцій, але дореволюційних статистичних даних, які стосувалися б обсягів навантаження по цьому роздільному пункті, не знайдено. У 1915—1916 роках було збудовано залізничну гілку від роз'їзду Гродівка до Гродівського рудника (нині — територія шахти № 5/6). До шахт сучасних міст Новогродівка й Селидове залізниці проклали вже після Другої світової війни.
З початку 1890-х років XIX століття, й до самої Першої світової війни по Гродівці робила зупинку одна пара пасажирських потягів на добу. Змінювався лише час поїздки до зупинки. Спочатку це були пасажирські поїзди, а на початку XX століття їх перевели до категорії поштових. В роки Першої світової війни, а також на початку і в середині 1920-х років XX століття по Гродівці пасажирські поїзди взагалі не зупинялися.
Станом на 1928 рік, посадка пасажирів із багажем по Гродівці здійснювалася в пасажирські поїзди № 9/10 Київ — Ясинувата із причіпними вагонами до Ростова, який проїжджав Гродівку о 13:50 вівторками, четвергами, суботами, неділями, прямуючи на Київ, й о 15:47 понеділками, вівторками, четвергами і суботами — прямуючи на Ясинувату — Ростов. Крім того, для пасажирів без багажу курсували щоденні поштові поїзди № 3/4 Київ — Ясинувата із причіпними вагонами на Маріуполь, Луганськ (о 00:09 — на Ясинувату, о 05:29 — на Київ) і товарно-пасажирські поїзди № 21/22 Долинська — Ясинувата (12:22 — на Ясинувату, 15:37 — на Долинську).

## Пасажирське сполучення
На станції зупинялися приміські поїзди сполученням Чаплине — Авдіївка та Покровськ — Авдіївка. Через військову агресію Росії на сході України транспортне сполучення припинене.
Також мав зупинку поїзд сполученням Ясинувата-Умань,слідуючий через Павлоград,у студентів мав назву "Ковбой"